# Station Drongen
Het station Drongen is een spoorwegstation in de Gentse deelgemeente Drongen, ten zuidwesten van het stadscentrum aan de lijn 50A (Brussel - Oostende). Drongen wordt om het uur aangedaan door de stoptrein (Gent-(Zee)brugge).
Spoorlijn 50A is aan het veranderen van een dubbelsporige naar een viersporige lijn. Het stationsgebouw werd om deze verbreding mogelijk te maken in 2011 afgebroken, net zoals meerdere huizen in de buurt. De loketten in het gebouw waren reeds eind de jaren 80 gesloten. Het gebouw werd tot 2005 bewoond door de voormalige stationschef. Sindsdien stond het leeg.
Er is een gratis parkeerterrein rond het station en er bevinden zich ook fietsenstallingen aan beide kanten van het station.
Sinds 2016 is het station volledig vernieuwd. Er zijn nu 2 eilandperrons, nieuwe luifels, nieuwe onderdoorgangen, toegangshellingen en nieuwe parkings. Sindsdien is het station integraal toegankelijk voor personen met een beperking.

## Galerij

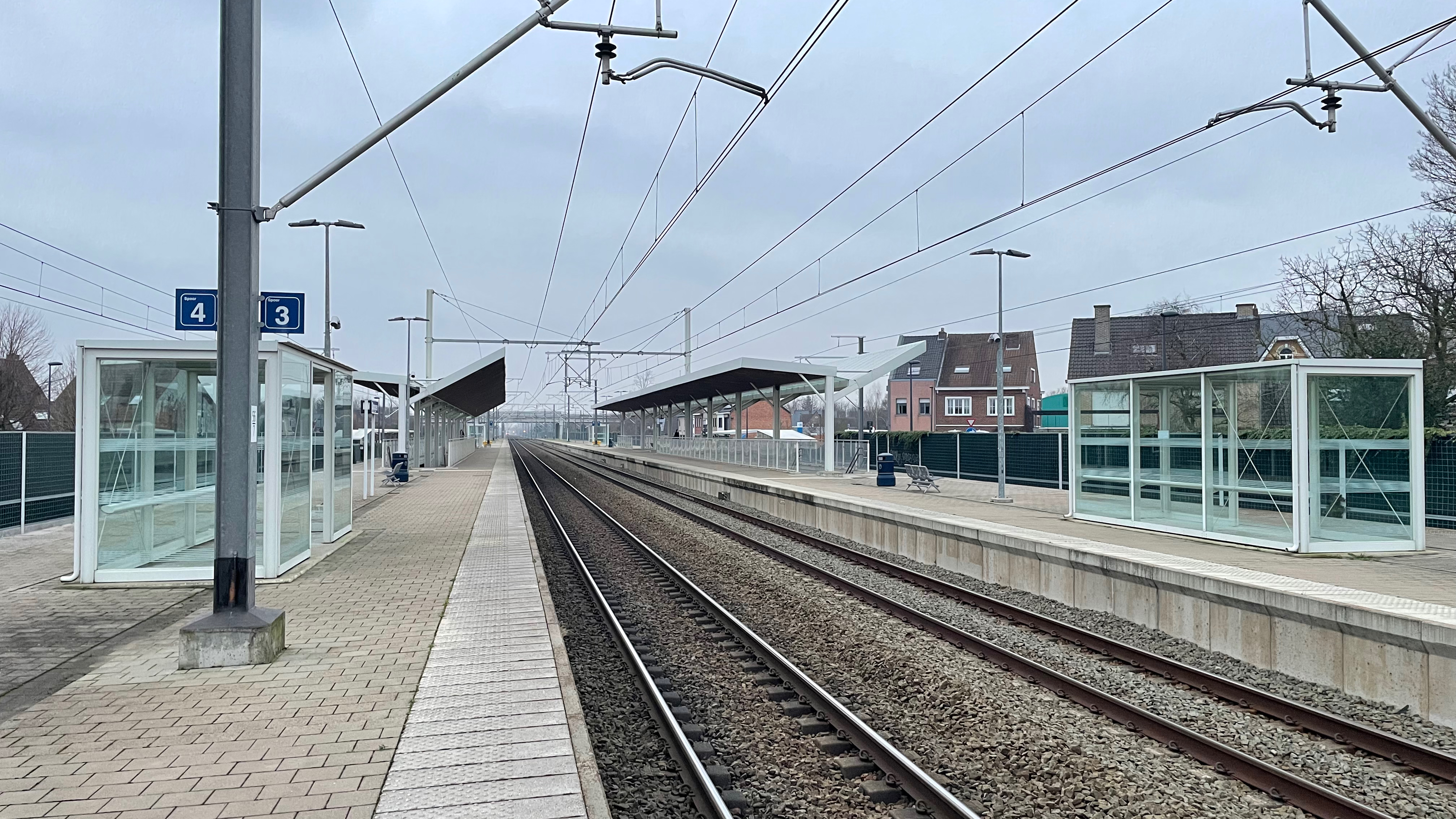
Zicht op het perron
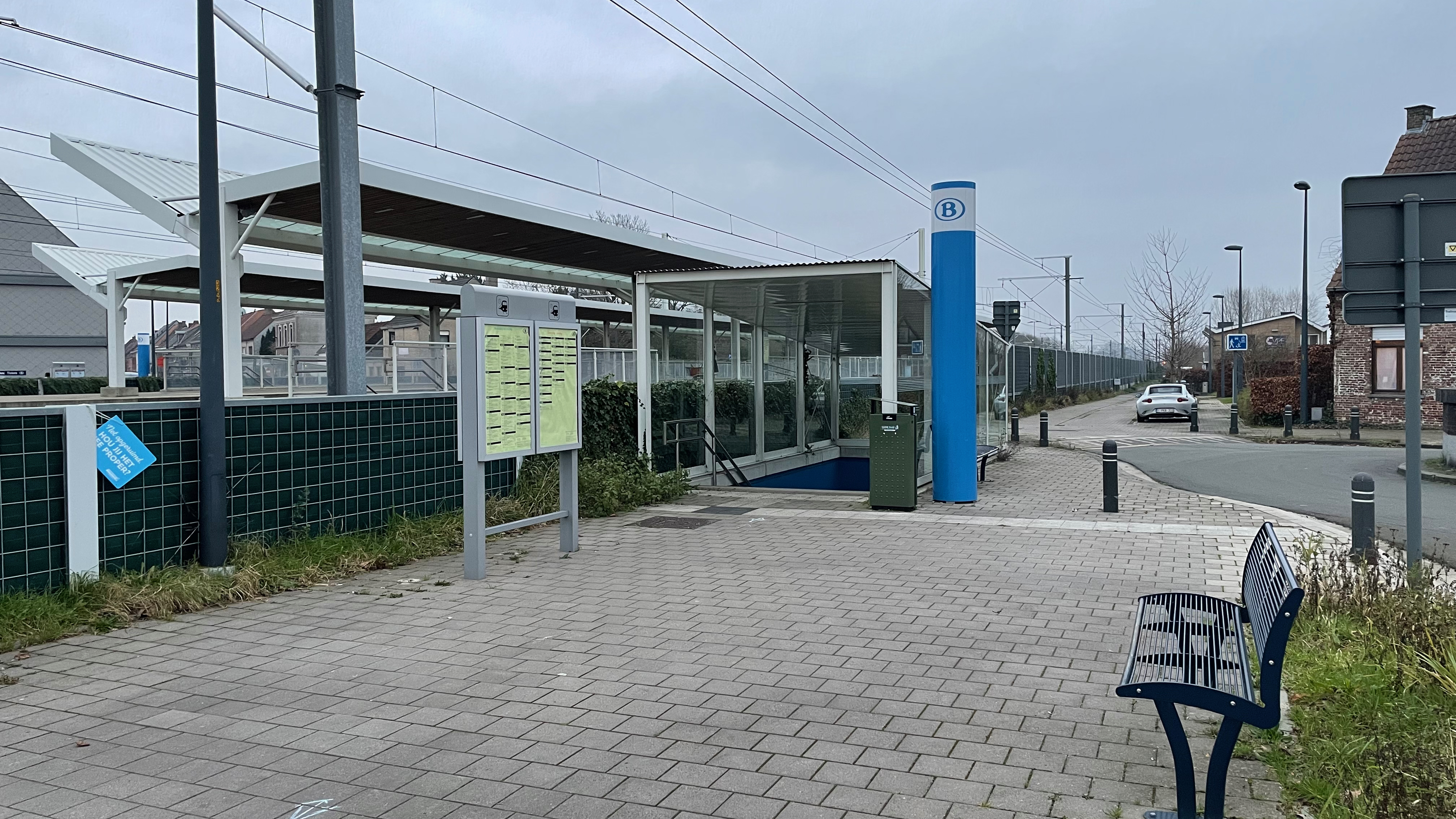
Stationsingang
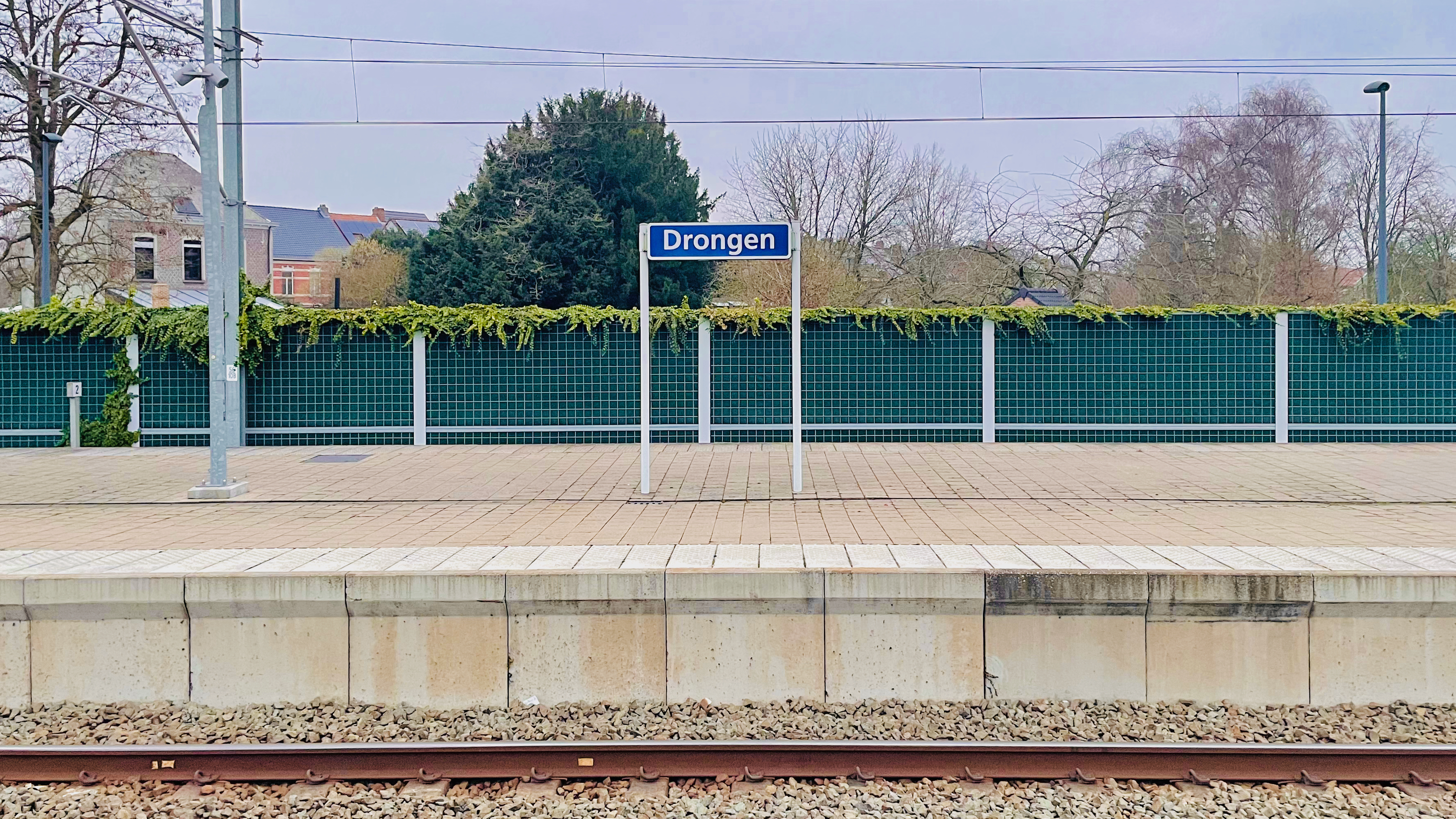
Plaatsnaambord
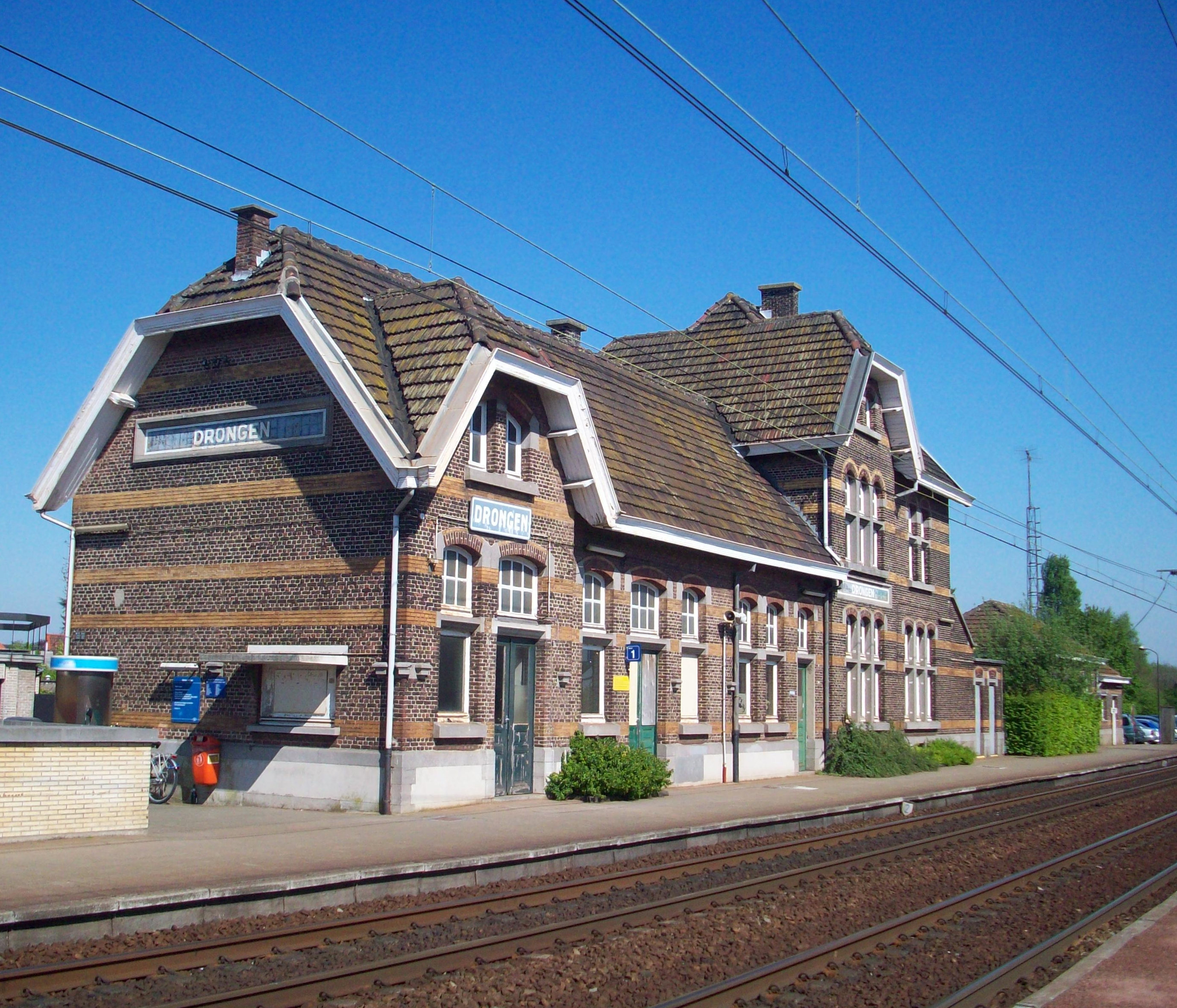
Stationsgebouw (2009)
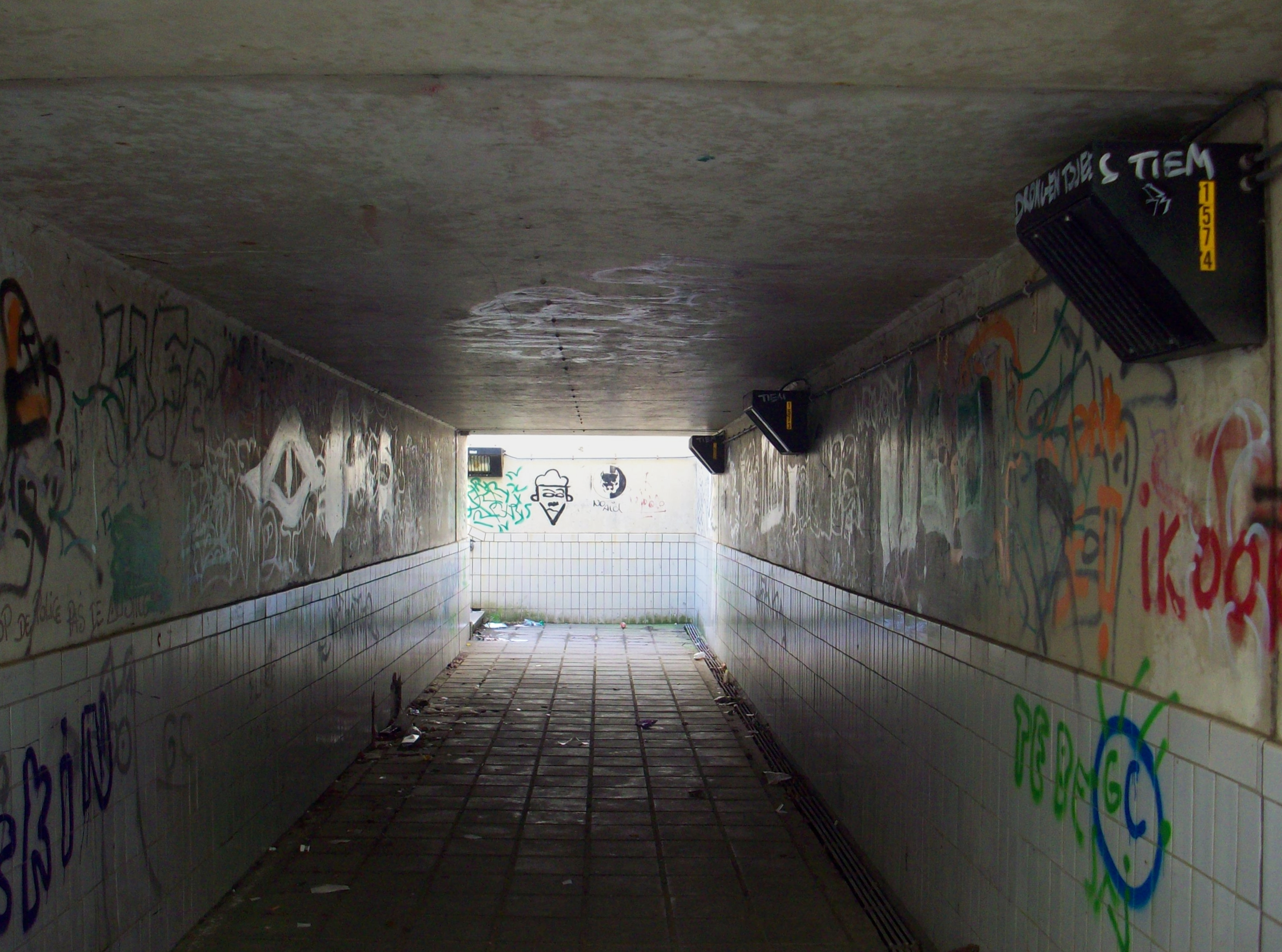
Voetgangerstunnel
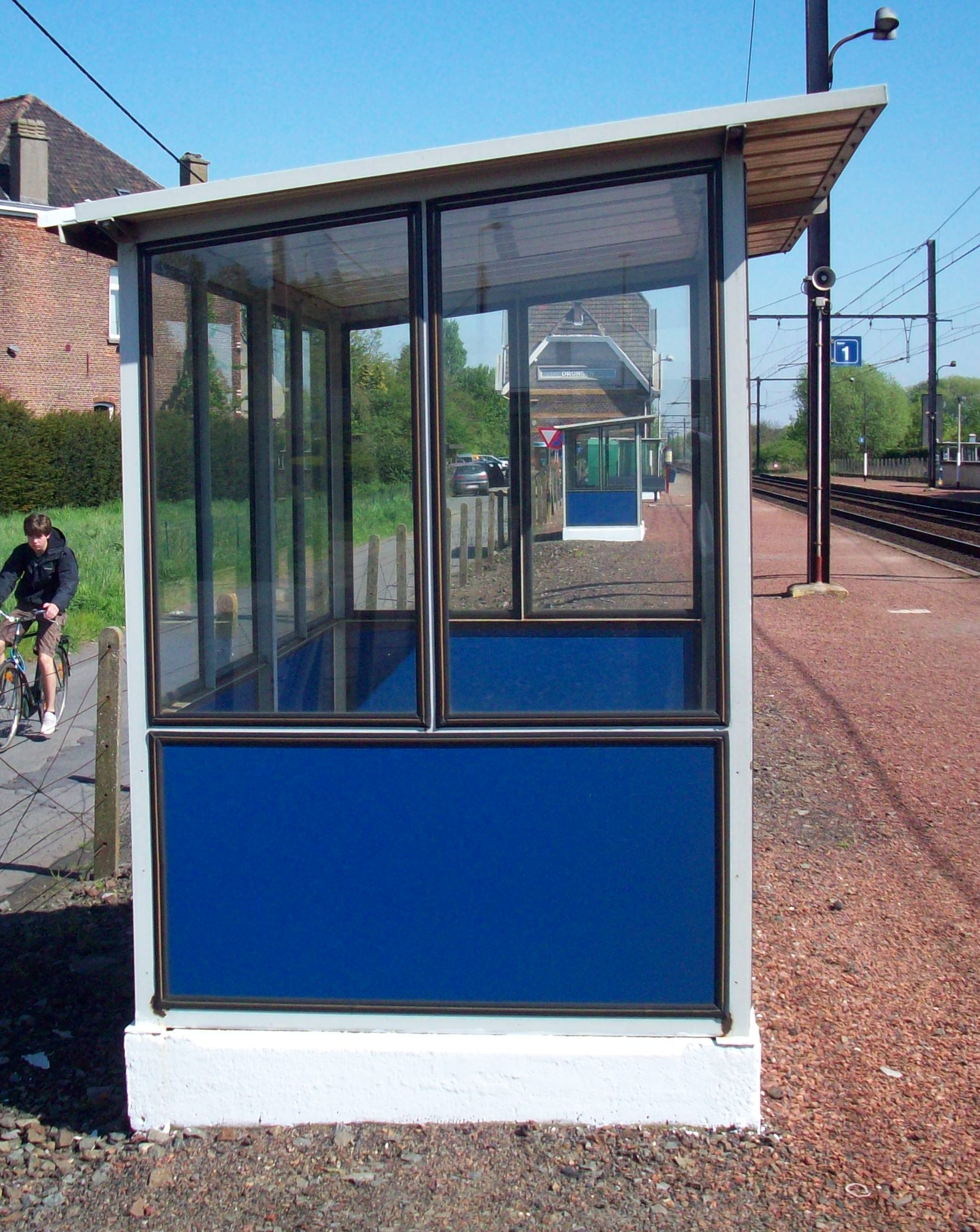
Schuilhuisje

## Treindienst
| Serie       | Treinsoort          | Route | Bijzonderheden |
| ----------- | ------------------- | --- | --- |
| L 550       | L-trein (NMBS)      | Mechelen – Dendermonde – Gent-Sint-Pieters – Drongen – Brugge – [ Zeebrugge-Strand ] / [ Zeebrugge-Dorp ]                             | Rijdt in het weekend tussen Zeebrugge-Strand - Gent-Sint-Pieters. Rijdt enkel in juli en augustus in de week tussen Zeebrugge-Strand - Mechelen. |
| P 7000/8000 | Piekuurtrein (NMBS) | [ Oostende – Brugge – Drongen – ] / [ De Panne – ] / [ Poperinge – Ieper – Kortrijk – ] Gent-Sint-Pieters – Brussel-Zuid – Schaarbeek | Twee treinen per dag per richting. Een trein op zondagavond vanaf De Panne.                                                                      |
| P 7050/8050 | Piekuurtrein (NMBS) | Brugge – Drongen – Gent-Sint-Pieters                                                                                                  | Rijdt alleen op werkdagen. |

## Reizigerstellingen
De grafiek en tabel geven het gemiddeld aantal instappende reizigers weer op een week-, zater- en zondag.
| Tabel: aantal instappende reizigers station Drongen | Tabel: aantal instappende reizigers station Drongen | Tabel: aantal instappende reizigers station Drongen | Tabel: aantal instappende reizigers station Drongen |
|                                                     | Weekdag                                             | Zaterdag                                            | Zondag                                              |
| --------------------------------------------------- | --------------------------------------------------- | --------------------------------------------------- | --------------------------------------------------- |
| 1977                                                | 360                                                 | 82                                                  | 61                                                  |
| 1978                                                | 385                                                 | 64                                                  | 41                                                  |
| 1979                                                | 322                                                 | 41                                                  | 58                                                  |
| 1980                                                | 322                                                 | 69                                                  | 32                                                  |
| 1981                                                | 319                                                 | 41                                                  | 38                                                  |
| 1982                                                | 315                                                 | 34                                                  | 50                                                  |
| 1983                                                | 365                                                 | 45                                                  | 28                                                  |
| 1984                                                | 348                                                 | 44                                                  | 50                                                  |
| 1985                                                | 408                                                 | 46                                                  | 47                                                  |
| 1986                                                | 347                                                 | 45                                                  | 34                                                  |
| 1987                                                | 392                                                 | 57                                                  | 67                                                  |
| 1988                                                | 345                                                 | 40                                                  | 40                                                  |
| 1989                                                | 345                                                 | 29                                                  | 36                                                  |
| 1990                                                | 371                                                 | 40                                                  | 39                                                  |
| 1991                                                | 385                                                 | 46                                                  | 16                                                  |
| 1992                                                | 419                                                 | 42                                                  | 26                                                  |
| 1993                                                | 382                                                 | 43                                                  | 44                                                  |
| 1994                                                | 334                                                 | 56                                                  | 32                                                  |
| 1995                                                | 393                                                 | 48                                                  | 52                                                  |
| 1996                                                | 425                                                 | 119                                                 | 38                                                  |
| 1997                                                | 421                                                 | 58                                                  | 41                                                  |
| 1998                                                | 334                                                 | 90                                                  | 54                                                  |
| 1999                                                | 382                                                 | 54                                                  | 35                                                  |
| 2000                                                | 362                                                 | 77                                                  | 56                                                  |
| 2001                                                | 385                                                 | 59                                                  | 58                                                  |
| 2002                                                | 383                                                 | 38                                                  | 57                                                  |
| 2003                                                | 408                                                 | 74                                                  | 62                                                  |
| 2004                                                | 417                                                 | 54                                                  | 58                                                  |
| 2005                                                | 413                                                 | 50                                                  | 80                                                  |
| 2006                                                | 417                                                 | 56                                                  | 72                                                  |
| 2007                                                | 429                                                 | 55                                                  | 72                                                  |
| 2008                                                | -                                                   | -                                                   | -                                                   |
| 2009                                                | 423                                                 | 70                                                  | 43                                                  |
| 2010                                                | -                                                   | -                                                   | -                                                   |
| 2011                                                | -                                                   | -                                                   | -                                                   |
| 2012                                                | 467                                                 | 74                                                  | 51                                                  |
| 2013                                                | 456                                                 | 57                                                  | 55                                                  |
| 2014                                                | 403                                                 | 49                                                  | 66                                                  |
| 2015                                                | 413                                                 | 62                                                  | 68                                                  |
| 2016                                                | 398                                                 | 82                                                  | 61                                                  |
| 2017                                                | 411                                                 | 67                                                  | 93                                                  |
| 2018                                                | 385                                                 | 95                                                  | 54                                                  |
| 2019                                                | 434                                                 | 68                                                  | 84                                                  |
| 2020                                                | 230                                                 | 36                                                  | 40                                                  |
| 2021                                                | -                                                   | -                                                   | -                                                   |
| 2022                                                | 434                                                 | 133                                                 | 106                                                 |
| 2023                                                | 405                                                 | 75                                                  | 78                                                  |
| 2024                                                | 401                                                 | 76                                                  | 59                                                  |

3,8: Brussel-Zuid ·
7,8: Anderlecht ·
52,1: Gent-Sint-Pieters ·
56,1: Drongen ·
58,8: Halewijn ·
61,9: Landegem ·
64,9: Hansbeke ·
68,5: Bellem ·
71,5: Aalter ·
76,1: Maria-Aalter ·
80,7: Beernem ·
86,5: Oostkamp ·
92,2: Brugge ·
98,9: Varsenare ·
101,8: Jabbeke ·
108,0: Oudenburg ·
109,9: Zandvoorde ·
114,3: Oostende
Destelbergen · Drongen · Drongensesteenweg · Gentbrugge · Gent-Dampoort · Gent-Heirnis · Gent-Muide · Gent-Noord · Gent-Oost · Gent-Rabot · Gent-Rodenhuize · Gent-Sint-Pieters · Gent-Waas · Gent-Zeehaven · Gent-Zuid · Halewijn · Ledeberg · Merelbeke · Oostakker · Sint-Amandsberg-Westveld · Sint-Denijs-Westrem · Wondelgem